# Nuestra pandilla 2
Nuestra pandilla 2 es una película de aventura estadounidense dirigida por David Mickey Evans estrenada en 2005.

## Argumento
Han pasado 10 años de la primera aventura, ya es el año 1972 y David se integra a un grupo de chicos que juegan a béisbol, los cuales están en contra de las chicas. Tras días de estar en guerra, ambos bandos se unen para combatir a otro grupo que les quiere quitar el terreno. Ya siendo amigos, uno de los chicos decide poner en órbita un cohete de juguete creado por el padre de Hellie, el cual puede ser el futuro de la NASA. El problema es que este juguete cae en el terreno del señor Mertie, un amable señor ciego y su mascota Goliath, que todos ceen que es un perro malo come niños. Entonces los chicos idean diversos planes para rescatar el cohete los cuales fallan, pero un día David decide entrar a la casa de la "bestia" y sacar el cohete. Luego de ser perseguido por un perro, la supuesta bestia, vuelve a la casa de éste, ahí cae en un hoyo y queda bajo tierra, sus amigos corren para ayudarlo, pero llega el perro y lo saca. En ese momento, el dueño sale y escucha el griterío de los niños. El señor Mertie les confiesa que solo tenían que tocar la puerta y pedir el juguete. Tras ello, ambos deciden que él no los obligaría a reconstruir su pared, la cual ha sido destrozada por los niños, a cambio de que saquen a Goliath, el perro, a pasear dos veces por semana.
La película termina con los chicos jugando a béisbol En el momento en el que David comienza a correr para hacer un cuadrangular, pasa por al lado de todos los chicos y cuenta que pasó con cada uno de ellos cuando crecieron.
Ya que David no se atrevía a hablar con la chica que le gustaba, ella tuvo que dar el primer paso, o mejor dicho, el primer beso. Ellos salieron durante toda la secundaria pero tomaron caminos diferentes, 10 años más tarde volvieron a encontrarse y nuevamente ella tomo la iniciativa y se casaron.

## Reparto
- Max Lloyd-Jones como Johnny Smalls
- James Willson como David Durango
- Samanta Burton como Hayley Goodfairer
- Brett Kelly como Mac
- Cole Evan Weiss como Saul
- Neilen Benvegnu como Tarqell
- Sean Berdy como Sammy
- James Earl Jones como Mr. Mertle
- Greg Germann como Mr. Goodfairer